# كيت كارنيل
كيت كارنيل (بالإنجليزية: Kate Carnell)‏ (و. 1955 –  م)هي سياسية، وصيدلانية من أستراليا .